# Бараново (Сумская область)
Бараново (укр. Баранове) — село,
Сакунихский сельский совет,
Недригайловский район,
Сумская область,
Украина.
Код КОАТУУ — 5923585702. Население по данным 1986 года составляло 20 человек.
Село ликвидировано в 2006 году .

## Географическое положение
Село Бараново находится между сёлами Червоная Слобода и Сакуниха (2-3 км).
По селу протекает пересыхающий ручей с запрудой.

## История
- 2006 — село ликвидировано [1].